# Prvenstvo Zagrebačkog nogometnog podsaveza 1927./28.

Prvenstvo Zagrebačkog nogometnog podsaveza 1927./28. bilo je deveto po redu nogometno natjecanje u organizaciji Zagrebačkog nogometnog podsaveza. Natjecanje je započelo u listopadu 1927. godine, a završilo u proljeće 1928. godine. Prvak je izborio izravni plasman na državno prvenstvo 1928. godine, a doprvak dodatno izlučno natjecanje za državno prvenstvo.

## Natjecateljski sustav
U izlučnom dijelu natjecanja odigrana su zasebna prvenstva Župa i prvenstvo Zagreba. Najbolje momčadi iz prvenstva Župa igrali su za prvaka provincije Zagrebačkog nogometnog podsaveza. U prvenstvu Zagreba momčadi su bile podijeljene u nekoliko jakosnih razreda. Prvak I.A razreda prvenstva Zagreba i prvak Provincije Zagrebačkog nogometnog podsaveza završnom utakmicom odlučivali su o prvaku Zagrebačkog nogometnog podsaveza 1927./28. Prvak I.A razreda izravno se plasirao na prvenstvo Jugoslavenskog nogometnog saveza 1928.

## Prvenstvo Zagreba

### I.A razred
| mj | naziv kluba   | uta | pob | neo | izg | pop | pri | bod |
| -- | ------------- | --- | --- | --- | --- | --- | --- | --- |
| 1. | Građanski     | 12  | 10  | 1   | 1   | 52  | 17  | 21  |
| 2. | HAŠK          | 12  | 9   | 0   | 3   | 35  | 13  | 18  |
| 3. | Concordia     | 12  | 6   | 1   | 5   | 23  | 24  | 13  |
| 4. | Croatia       | 12  | 4   | 4   | 4   | 22  | 22  | 12  |
| 5. | ZŠK Viktorija | 12  | 4   | 2   | 6   | 23  | 24  | 10  |
| 6. | Željezničar   | 12  | 2   | 3   | 7   | 15  | 28  | 7   |
| 7. | Derby         | 12  | 0   | 3   | 9   | 8   | 39  | 3   |

- Građanski je izborio izravni plasman u završnicu državnog prvenstva
- HAŠK se plasirao u prednatjecanje za državno prvenstvo

### I.B razred
- Prvak I.B razreda je Šparta koja je izborila I.A razred za sezonu 1928./29.

## Prvenstvo Provincije
- Prvak Provincije Zagrebačkog nogometnog podsaveza 1927./28. je Građanski športski klub Marsonia iz Broda na Savi.

## Završnica
| Datum           | Mjesto | Momčadi                                      | Rezultat |
| --------------- | ------ | -------------------------------------------- | -------- |
| 23. rujna 1928. | Zagreb | Građanski (Zagreb) – Marsonia (Brod na Savi) | 4:3      |